# Дравиня
Дравиня (словен. Dravinja) — река в Словении, правый приток Дравы.
Река берёт начало на горном хребте Похорье, к юго-западу от горы Рогла, на высоте около 1150 м над уровнем моря. Протекает через город Словенске-Конице. Длина реки составляет 73 км. Крупнейший приток — река Полскава.